# Ескобар (фільм)
«Ескобар» (англ. Loving Pablo, дослівно «Люблячи Пабло») — іспанський драматичний біографічний фільм режисера і сценариста Фернандо Леона де Араноа, що вийшов 2017 року. Стрічка розповідає про колумбійського наркобарона Пабло Ескобара. У головних ролях Хав'єр Бардем, Пенелопа Крус, Пітер Сарсгаард.
Вперше фільм продемонстрували 6 вересня 2017 року в Італії на 74-ому Венеційському міжнародному кінофестивалі, у широкому кінопрокаті в Україні показ фільму почався 31 травня 2018 року.

## У ролях
| Актор            | Персонаж          | Роль                     |
| ---------------- | ----------------- | ------------------------ |
| Хав'єр Бардем    | Пабло Ескобар     | колумбійський наркобарон |
| Пенелопа Крус    | Вірджинія Вальєхо | журналістка              |
| Пітер Сарсгаард  | Неймар            |                          |
| Девід Валенсія   | Сантос            |                          |
| Девід Охальво    |                   | агент ФБР                |
| Джульєт Рестрепо |                   |                          |

## Створення фільму

### Знімальна група
- Кінорежисер — Фернандо Леон де Араноа
- Сценарист — Фернандо Леон де Араноа
- Кінопродюсери — Хав'єр Бардем, Ед Катхель III, Калина Коттас, Мігель Менендес де Зубіллага, Дін Ніколс
- Виконавчі продюсери — Андрес Кальдерон, Кріста Кемпбелл, Латі Гробман, Аві Лернер
- Композитори — Федеріко Хусід
- Кінооператор — Алекс Катал́ан
- Підбір акторів — Хуан Пабло Рінкон
- Художник-постановник — Ален Бейнє
- Артдиректор — Ініго Наварро
- Художник з костюмів — Лоле Гарсіа Галейн, Ванда Моралес[2].

### Виноски
1. 1 2  Loving Pablo: Release Info (англійською) . Internet Movie Database. Процитовано 30 січня 2018.
2. ↑  Loving Pablo: Full Cast & Crew (англійською) . Internet Movie Database. Процитовано 30 січня 2018.